# Lironoba suteri
Lironoba suteri är en snäckart som först beskrevs av Hedley 1904.  Lironoba suteri ingår i släktet Lironoba och familjen Rissoidae. Inga underarter finns listade i Catalogue of Life.